# Roberta Flack
Roberta Flack (10. února 1937 Black Mountain, Asheville, Severní Karolína, USA – 24. února 2025) byla americká hudební pedagožka, zpěvačka, pianistka a skladatelka působící v žánrech pop-music, jazz, soul, R&B a folk.

## Život
Pocházela z afroamerické hudebnické rodiny a hudbu také řádně vystudovala, obory: hudební pedagogika a hra na klavír.
Na konci 60. let 20. století začínala veřejně vystupovat ve Washingtonu, D.C., v době, kdy studovala na Howardově univerzitě.
Velký vzestup své známosti a popularity zaznamenala až na počátku 70. let 20. století. Tehdy spolupracovala především se svým prvním, předčasně zemřelým manželem, jazzovým a soulovým hudebníkem Donnym Hathawayem.
Nahrávala pro americkou společnost Atlantic Records. Před svou smrtí se umělecké činnosti věnovala pouze příležitostně.
Od roku 1999 má svoji hvězdu na hollywoodském chodníku slávy.
Zemřela 24. února 2025 ve věku 88 let.

## Diskografie

### Studiová alba
- 1969 First Take
- 1970 Chapter Two
- 1971 Quiet Fire
- 1972 Roberta Flack & Donny Hathaway
- 1973 Killing Me Softly
- 1975 Feel Like Makin' Love
- 1977 Blue Lights In The Basement
- 1978 Roberta Flack
- 1980 Featuring Donny Hathaway
- 1980 Live & More (com Peabo Bryson)
- 1982 I'm The One
- 1983 Born To Love (com Peabo Bryson)
- 1988 Oasis
- 1991 Set The Night To Music
- 1995 Roberta
- 1997 The Christmas Album
- 2001 Holiday

- 2012 Let It Be Roberta
- 2018 Running

### Kompilace
- 1987 Best of
- 1993 Softly with These Songs: The Best of Roberta Flack
- 2006 The Very Best of Roberta Flack